# Medien Kunst Archiv Wien
Das Medien Kunst Archiv im MuseumsQuartier in Wien sammelt elektronische Kunst und vernetzt Sammlungen und macht Kunstvermittlung zu den künstlerischen Arbeiten der Neuen Medien.
Das Medien Kunst Archiv leistet eine umfassende Dokumentation der Entwicklung der elektronischen Kunst von 1970 bis heute. Zu den Aufgaben des Archiv gehört die Archivierung, Beschreibung und Kunstvermittlung zu den Neuen Medien. Die Grundlage der Bearbeitung und der Erarbeitung des öffentlichen Zuganges bilden die Bestände der Kunstsektion der Republik Österreich, die Sammlung der basis wien, die Sammlung des Kunst- und Diskussionsraums depot, die Sammlung der Universität für angewandte Kunst Wien und die Videokunstsammlung des Landes Niederösterreich.
Die künstlerisch-wissenschaftliche Leitung liegt seit 2001 bei Romana Scheffknecht.